# Jürgen Kayser
Jürgen Kayser (* 1968 oder 1969 in Köln) ist ein deutscher Jurist und seit dem 1. März 2022 Leiter des Verfassungsschutzes Nordrhein-Westfalen.

## Leben
Kayser legte beide juristische Staatsexamen in Köln ab und war zunächst als Rechtsanwalt tätig. 1997 trat er in den höheren Dienst der Polizei Nordrhein-Westfalen ein. Von 2013 bis 2016 war er Dezernatsleiter Fachaufsichtsunterstützung Kriminalitätsbekämpfung beim Landeskriminalamt Nordrhein-Westfalen und anschließend bis 2020 Referatsleiter Staatsschutz im Ministerium des Innern des Landes Nordrhein-Westfalen. Danach war er Gruppenleiter Extremismus und Terrorismus im Verfassungsschutz Nordrhein-Westfalen und zugleich ständiger Vertreter des Leiters als Leitender Ministerialrat. Nach der Zurruhesetzung seines Vorgängers Burkhard Freier Ende Januar 2022 führte er den Verfassungsschutz kommissarisch. Am 22. Februar 2022 beschloss die Landesregierung von Nordrhein-Westfalen, Kayser zum 1. März 2022 die Leitung des Verfassungsschutzes zu übertragen.